# Tetragoneura similis
Tetragoneura similis är en tvåvingeart som beskrevs av Freeman 1951. Tetragoneura similis ingår i släktet Tetragoneura och familjen svampmyggor. Inga underarter finns listade i Catalogue of Life.